# Villa Paternò

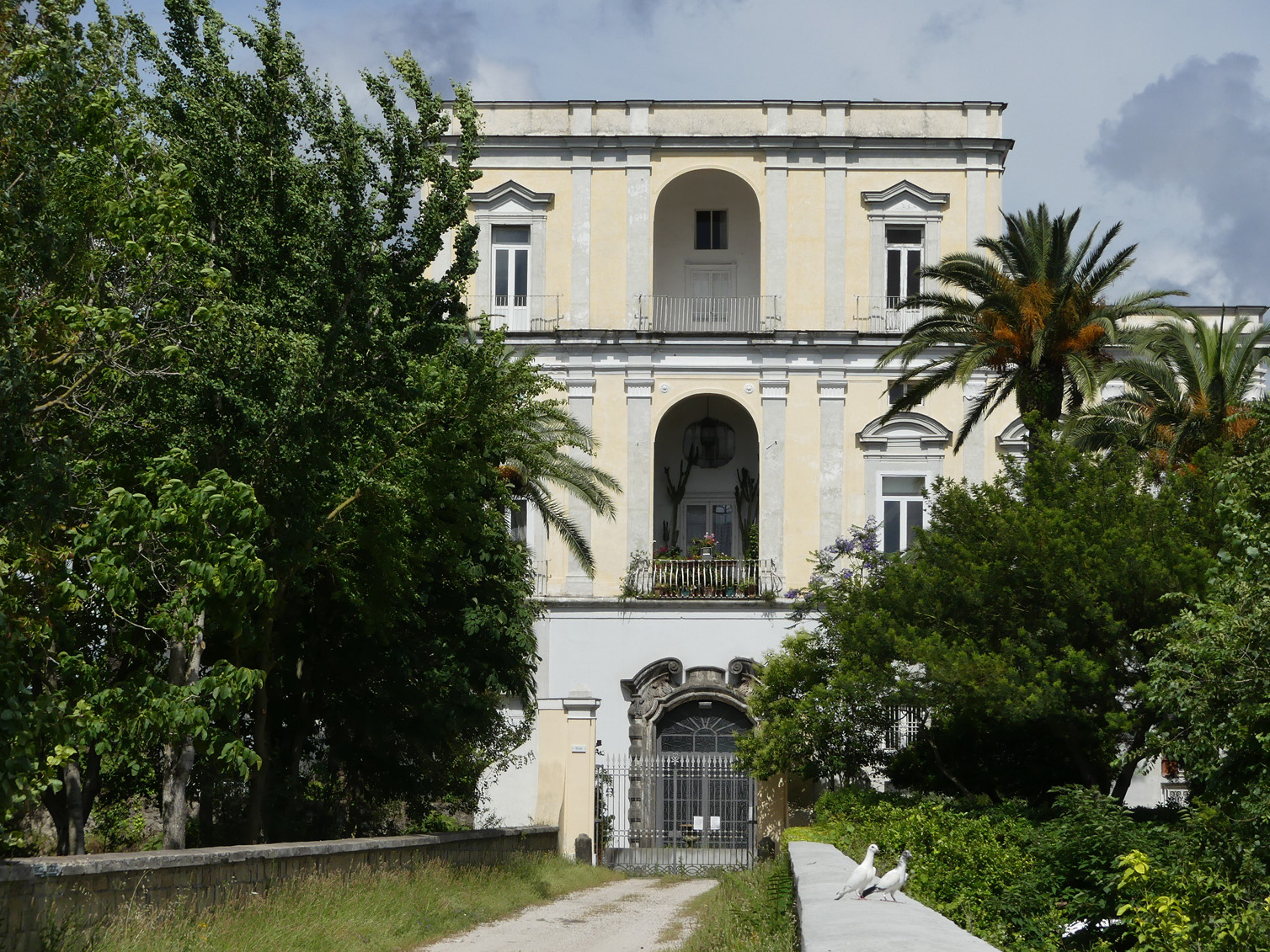
Vue de la villa.

La villa Paternò (autrefois villa Faggella) est une demeure résidentielle de Naples située cupa delle Tozzole, petite rue secondaire de la via nuova San Rocco. Autrefois, elle se trouvait dans la campagne du village de San Rocco de Capodimonte, urbanisé au XXe siècle.

## Histoire

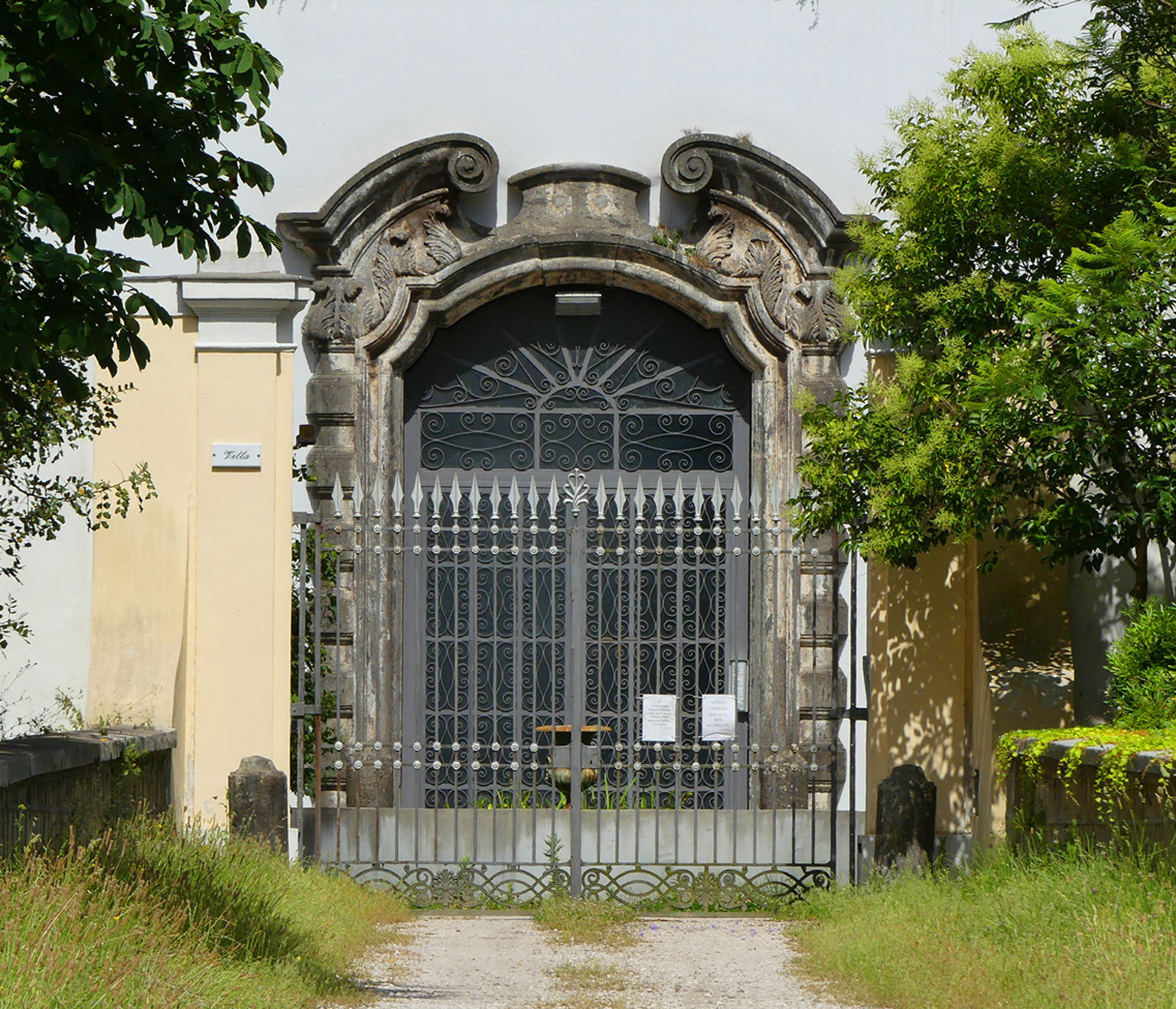
Portail monumental de la villa

C'était la propriété d'un membre de la famille Paternò sicilienne établi à Naples et une des villas qui représentent le mieux l'architecture parthénopéenne du XVIIIe siècle, par son traité extrêmement rationnel d'inspiration palladienne. Elle est construite à partir de 1720. Des architectes renommés et protagonistes à Naples du passage du rococo au néo-classicisme travaillèrent à sa structure, comme Ignazio Cuomo, Gaetano Barba et Giovan Battista Nauclerio.Elle est achetée en 1793 par le fameux banquier parisien René Hilaire de Gas qui avait fui la révolution française pour se réfugier dans le royaume de Naples où il fonde sa propre banque. Il épouse une jeune femme de la noblesse napolitaine qui lui donne plusieurs enfants, dont Pierre-Auguste qui fit carrière à Paris pour y ouvrir une filiale de la banque paternelle; c'est le père du fameux peintre impressionniste Edgar Degas. Ce dernier passa plusieurs séjours chez son grand-père paternel dans cette villa qui servait de maison de campagne. La résidence principale de son grand-père se trouvait en ville, donnant sur la Calata Trinità Maggiore; une plaque en rappelle la mémoire aujourd'hui. Le jeune Edgar Degas, qui prit ses premières leçons de dessin à l'Institut royal des beaux-arts, étudiait au cours de ses séjours les chefs-d'œuvre exposés au palais royal de Capodimonte et les fresques des catacombes de San Gennaro. Il eut comme premiers professeurs Giuseppe Mancinelli, Camillo Guerra et Gabriele Smargiassi.
Il peignit à Naples une vue de la vallée de San Rocco avec le castel Sant'Elmo (aujourd'hui au musée Fitzwilliam de Cambridge) et un portrait en 1857 de son grand-père, âge de quatre-vingt-sept ans (aujourd'hui au musée d'Orsay). Hilaire de Gas y invita bien sûr Joachim Murat et la villa accueillit aussi le maréchal Lanusse qui fut aux côtés de Napoléon Bonaparte à Aboukir, puis à Auerstädt, vécut plusieurs années à Naples où il se maria.
L'édifice est aussi le lieu d'œuvres littéraires qui ont dépeint l'histoire de la société napolitaine et de la société européenne.

## Source de la traduction
- (it) Cet article est partiellement ou en totalité issu de l’article de Wikipédia en italien intitulé « villa Paternò » (voir la liste des auteurs).